# Olivier Hamant
Olivier Hamant, né en 1975, est un chercheur français en biologie et biophysique. Il s'inspire de ses travaux pour prôner un modèle de société qui s'inspire du vivant, et dont les principes soient en conséquence guidés par la recherche de la robustesse plutôt que par celle de la performance. Il est directeur de l'Institut Michel-Serres.

## Biographie
Olivier Hamant est biologiste de formation, chercheur à l'Institut de recherche pour l'agriculture, l'alimentation et l'environnement, qui est une instance de l'École normale supérieure de Lyon. Il travaille plus particulièrement sur le domaine végétal. Durant sa thèse, il étudie la régulation de la fonction du méristème ; il démontre notamment le rôle de l'hormone éthylène dans la régulation de la fonction des boîtes homéotiques. Par la suite, il travaille sur la méiose des cellules de maïs, travail durant lequel il identifie et caractérise la première shugoshine végétale. Ses travaux postérieurs sur le rôle des signaux mécaniques dans la morphogenèse végétale permettent un lien entre les biologies moléculaire et cellulaire, la modélisation et la biophysique.

## La robustesse comme principe d'action
La thèse principale d'Olivier Hamant est de proposer un modèle dans lequel la valeur centrale ne soit pas la performance mais la robustesse. Plus encore, il présente l'absence d'optimalité comme un but à atteindre afin de renforcer la résilience. De nombreux exemples qu'il produit montrent à quel point les plantes ont une efficacité faible, mais une capacité d'adaptation aux changements, et particulièrement aux crises, très forte,. Cette thèse se rapproche de celle du mouvement doux, qui prône le ralentissement comme mode d'action.
À la différence de la résilience, qui a pour principe de revenir à l'état antérieur au choc externe, la robustesse a pour principe d'éviter le choc. La proposition d'action prônée par Olivier Hamant peut être comprise comme un réenchantement du risque, en construisant des modèles susceptibles d'accueillir les fluctuations futures.
La nature connaît également des phases de performance, mais qui sont par nature transitoires, car mettant en danger la survie de l'individu ou de l'organisme. Ainsi, la fièvre est une montée en température de l'organisme permettant un meilleur fonctionnement des enzymes favorisant une réponse immunitaire efficace ; mais, prolongée, elle met la vie de l'individu en danger.

### Principe d'action économique
La recherche de la performance est une tendance lourde des sociétés modernes. Mais cette performance n'est possible que du fait d'une stabilité politique et économique et d'une abondance de ressources. Face à un choc, la performance est extrêmement fragile et les excès d'optimisation rendent les sociétés très dépendantes d'externalités sur lesquelles elles n'ont pas prise. La robustesse permet d'être moins dépendant des fluctuations inévitables.
La recherche de la performance et de la croissance a été un moteur de la croissance économique durant la seconde moitié du XXe siècle ; mais la performance et la croissance sont fragiles et ne résistent pas aux crises inévitables. Elles ne fonctionnent que dans un monde dont toutes les composantes sont stables et où les ressources sont abondantes. À l'inverse, les êtres vivants présentent des caractéristiques peu performantes mais plutôt résilientes et adaptatives, capables de s'adapter et de dépasser les crises. L'absence d'optimalité leur permet d'avoir une stabilité dans le temps et une plus grande résistance aux aléas,,,.
Ainsi, les guerres modernes, dont l'exemple qu'il donne est l'invasion de l'Ukraine par la Russie, ne sont pas provoquées par des pénuries mais par la disparition d'un excès de ressources. Elles sont ainsi souvent le fait des pays ou des entités les plus riches, et sont le principal vecteur de recherche de performance. Cette tendance se rapproche de l'inévitable gâchis de productivité du vivant, à la différence que ce dernier alimente le cycle de la matière et donc la résilience ; alors que l'économie de guerre ne revient pas au point de départ sitôt le conflit terminé : les concepts et objets sont adaptés pour un usage civil. L'optimisation des solutions techniques va de pair avec une fragilité structurelle accrue aux crises et à l'imprévu.
La recherche de la performance se heurte au paradoxe de Jevons, qui montre qu'une performance accrue se traduit souvent par une pression accrue sur la ressource, réduisant voire annulant complètement l'effet positif de la meilleure efficacité. De manière générale, la croissance économique est incompatible avec la robustesse d'une société ; en effet, en économie, l'extraction et l'utilisation de ressources non-renouvelables ou difficilement renouvelables sont comptabilisées comme des créations de valeur, alors que ce sont des destructions de capital naturel.

### Principe d'action politique
À la lumière des élections européennes de 2024, Olivier Hamant analyse le succès rural des partis d'extrême-droite en tant que recherche de robustesse des milieux et populations des campagnes face à la mondialisation perçue comme déstabilisation. En conséquence, dans son analyse, les milieux ruraux ne doivent plus être perçus comme des territoires en retard mais comme des laboratoires du monde à venir, notamment dans ses fluctuations. Il prône d'y installer le laboratoire d'un contre-modèle humaniste à créer,.

## Récompenses
En 2009, Olivier Hamant et Arezki Boudaoud sont lauréats du prix du ministère de la recherche. En 2012, Olivier Hamant reçoit le prix du jeune chercheur INRA ; l'année suivante, il est lauréat d'une Consolidator grant pour son projet « Mecanodevo ». En janvier 2016, il reçoit le prix de la Fondation Schlumberger pour l'éducation et la recherche, pour un projet collectif axé sur le rôle des contraintes mécaniques générées lors de la croissance de la plante, sur la forme du noyau et la chromatine.

## Publications

### Articles scientifiques
Olivier Hamant a publié, seul ou en coopération, plus d'une centaine d'article scientifiques, notamment :
- (en) Olivier Hamant et Elizabeth S. Haswell, « Life behind the wall: sensing mechanical cues in plants », BMC Biology, vol. 15, no 1,‎ 11 juillet 2017 (ISSN 1741-7007, DOI 10.1186/s12915-017-0403-5, lire en ligne, consulté le 3 septembre 2024)
- (en) Olivier Hamant, Daisuke Inoue, David Bouchez, Jacques Dumais et Eric Mjolsness, « Are microtubules tension sensors? », Nature Communications, vol. 10, no 2360,‎ 29 mai 2019 (ISSN 2041-1723, DOI 10.1038/s41467-019-10207-y, lire en ligne, consulté le 3 septembre 2024)
- (en) Olivier Hamant, « Plant scientists can’t ignore Jevons paradox anymore », Nature Plants (en), vol. 6, nos 720-722,‎ juillet 2020 (ISSN 2055-0278, DOI 10.1038/s41477-020-0722-3, lire en ligne, consulté le 3 septembre 2024)

### Ouvrages
- Olivier Hamant, La Troisième voie du vivant, Éditions Odile Jacob, février 2022, 320 p. (ISBN 9782738157294)
- François Collart Dutilleul, Olivier Hamant, Ioan Negrutiu, Fabrice Riem, Emmanuel Druon et Patrick Degeorges, Manifeste pour une santé commune : Trois santés en interdépendance : naturelle, sociale, humaine, Paris, Les Éditions Utopia, mai 2023, 129 p. (ISBN 9782494498006)
- Olivier Hamant, Antidote au culte de la performance : La robustesse du vivant, Éditions Gallimard, août 2023, 64 p. (ISBN 9782073047342)
- Olivier Hamant, De l'incohérence : Philosophie politique de la robustesse, Éditions Odile Jacob, mars 2024, 224 p. (ISBN 9782415007959)